# Samvel Šahramanyan
Samvel Sergeyi Šahramanyan (in armeno Սամվել Սերգեյի Շահրամանյան?; Step'anakert, 1º dicembre 1978) è un politico ed ex militare karabakho, Presidente della Repubblica dell'Artsakh dal 10 settembre 2023 al 1º gennaio 2024.

## Biografia
Nato a Step'anakert, nell'allora Oblast' autonoma del Nagorno Karabakh, si è laureato nel 1999 presso il dipartimento di economia dell'Università statale dell'Artsakh; tra il 1996 e il 1999 ha prestato servizio militare nell'Esercito di difesa dell'Artsakh per poi passare al Servizio di sicurezza nazionale, del quale è stato direttore tra il 2018 e il 2020 su nomina del Presidente Bako Sahakyan.
Fu nominato nel 2018 presidente della Commissione su prigionieri, ostaggi e persone scomparse mentre il 29 maggio 2020 con decreto del Presidente dell'Artsakh gli è stato conferito il grado di maggior generale ed è stato nominato Ministro del patriottismo militare, della gioventù, dello sport e del turismo. Nel gennaio 2023 è stato nominato Segretario del Consiglio di sicurezza.
Dopo l'annuncio delle dimissioni del Presidente Arayik Harutyunyan nell'agosto 2023 e successivamente anche del Ministro di Stato Gurgen Nersisyan Šahramanyan è stato nominato Ministro di Stato, venendo poi scelto come candidato alla presidenza da tre partiti dell'opposizione (Giustizia, Dashnak e Partito Democratico). Dopo aver incassato anche il supporto della maggioranza (composta dall'alleanza tra Libera Patria e Partito dell'Alleanza Civica Unita) è stato eletto con 22 voti favorevoli sui 23 deputati presenti dell'Assemblea nazionale, prestando giuramento il 10 settembre 2023.
Il 18 settembre successivo ha nominato come Ministro di Stato Artur Harutyunyan, emanando un decreto per porre sotto l'egida del Ministro di Stato alcuni dicasteri del governo karabakho.
Dopo la fine della terza guerra del Nagorno Karabakh, ha annunciato che da fine d'anno tutte le istituzioni repubblicane sono sciolte in virtù di una decisione "basata sulla priorità di assicurare la sicurezza fisica e gli interessi vitali del popolo".
Tuttavia, a fine dicembre lo stesso presidente in carica e funzionari della repubblica dichiarano che non vi è alcun decreto di scioglimento e che le istituzioni continuano il loro lavoro in Armenia.